# Mezőtúri szélerőmű
A Mezőtúri szélerőmű Mezőtúr mellett található, teljesítménye 1,5 megawatt. Mintegy 1000 háztartás energiaellátására alkalmas. 660 millió forintnyi beruházásból épült (melyből 126 millió az uniós támogatás), Németországból vásárolt elemekből készült el. A 100 méter magas, 37,5 méter hosszú lapátokkal rendelkező szélerőmű az első mezőtúri szélkerék.

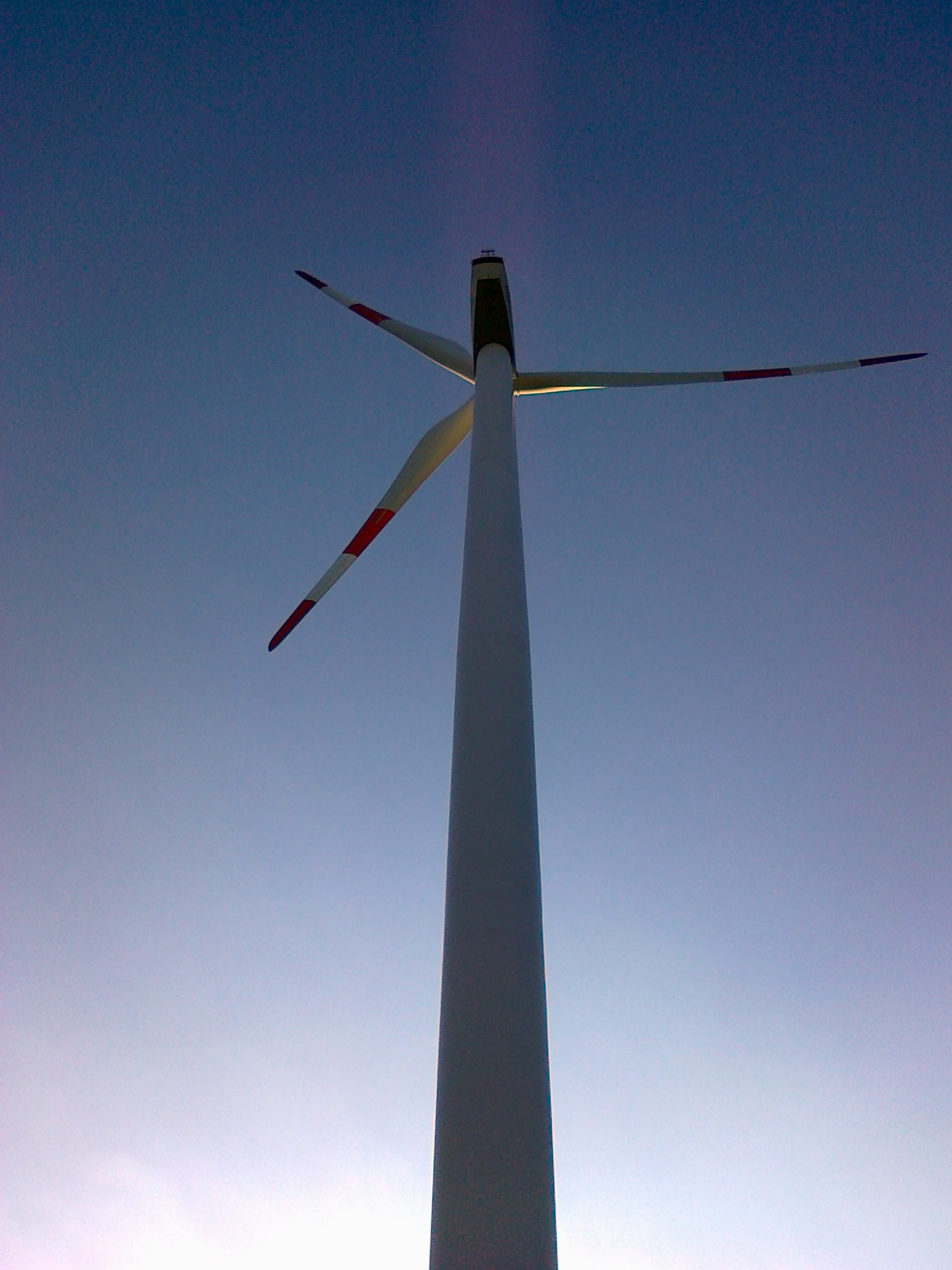
Szélkerék a mezőtúri szélerőműnél